# Carlos de Aragón y Tagliavia
Carlos de Aragón y Tagliavia (Palermo, 25 de diciembre de 1521 - Madrid, 23 de noviembre de 1599), conocido como el duque de Terranova, y apodado "el gran sículo", fue un noble siciliano que desempeñó diversos cargos de Estado al servicio del Imperio español durante el reinado Felipe II.
Fue consejero de Estado, gran condestable del reino de Sicilia y dos veces su presidente, embajador en la corte de Rodolfo II, virrey de Cataluña (1581-1582) y gobernador del Milanesado (1581-1592).
Por sus servicios al imperio, fue creado i duque de Terranova (1561), i príncipe de Castelvetrano (1565) y i conde del Borguetto (1566), además de caballero de la Orden del Toisón de Oro, aunque murió antes de recibir el collar. También fue marqués de Ávola, grande de España.

## Matrimonios y descendencia
Casó primera vez con Margherita Ventimiglia, hija de Simón Ventimiglia, marqués de Geraci, uno de los títulos más importantes de Sicilia, con la que tuvo por hijos a:
1. Giovanni d' Aragona Tagliavia, que casó con María de Marinis Moncada, que aportó en dote el marquesado de Favara y de San’Angelo Muxaro.
2. Simone d' Aragona Tagliavia, que después de estudiar en la Universidad de Alcalá de Henares, fue ordenado cardenal por Gregorio XIII.
3. Ottavio d' Aragona Tagliavia, militar al servicio de los Austrias.
4. Giuseppe d' Aragona Tagliavia, que murió joven durante un duelo en Milán.
5. Anna d' Aragona Tagliavia, mujer de Giovanni Ventimiglia, marqués de Geraci.
6. Margherita d' Aragona Tagliavia, mujer de Luigi Sanseverino, príncipe de Bisignano.
7. Giulia d' Aragona Tagliavia, mujer de Fabrizio Carafa, príncipe de Roccella.

Después de enviudar de su primera mujer, siendo un hombre de avanzada edad, contrajo segundo matrimonio con Isabella Moncada, hija del conde de Adernò.

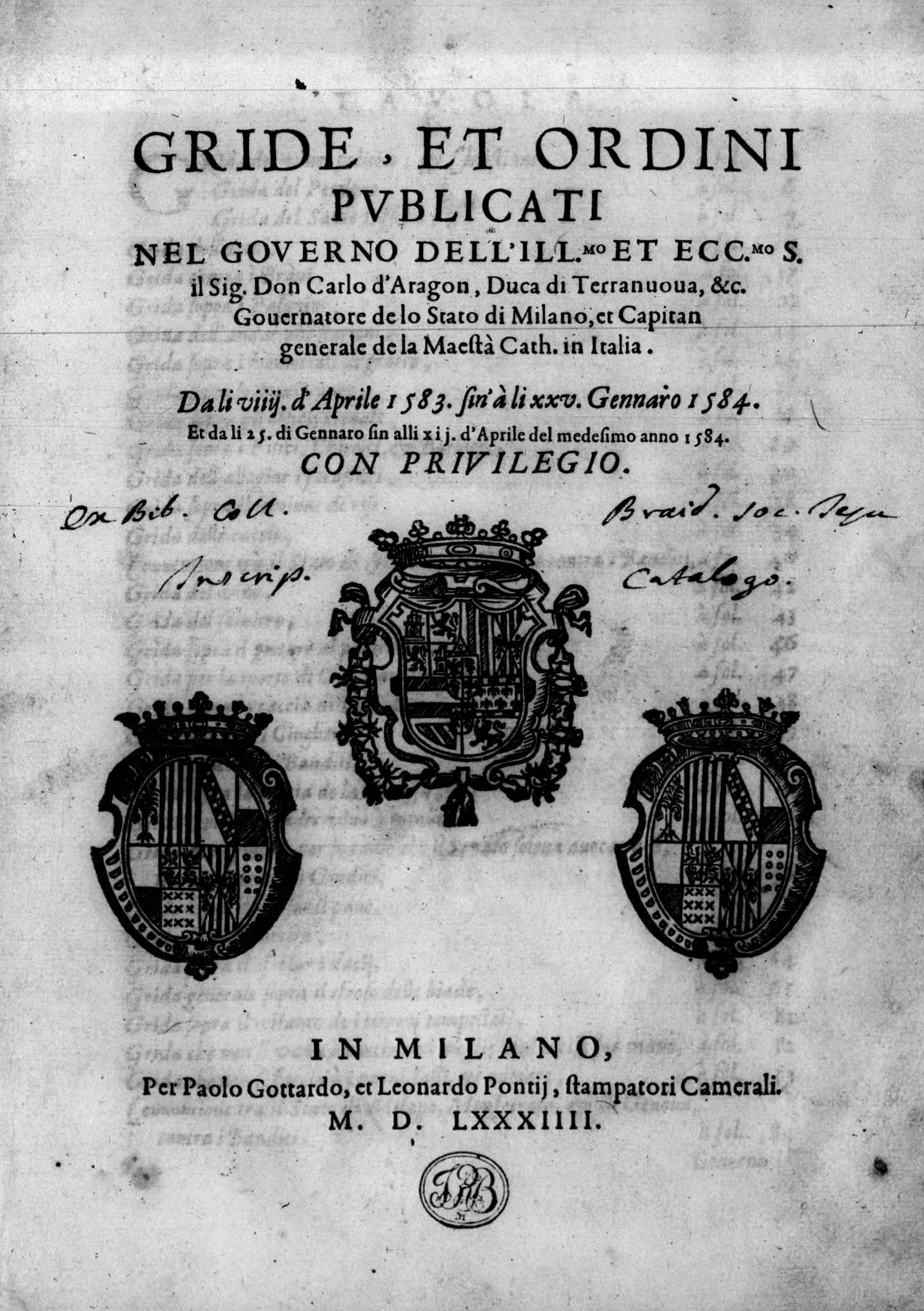
Gride, et ordini pubblicati nel Governo dell'illustrissimo et eccellentissimo signor Don Carlo d'Aragon, Milán 1584